# 건지섬의 기

건지섬의 기 비율 2:3

건지섬의 상선기 비율 1:2

건지섬의 정부기 비율 1:2

건지섬의 기는 1985년 4월 30일에 제정되었다.
"성 게오르기우스의 십자" 라고도 부르는 빨간색 십자 안에는 금색 십자가 그려져 있다.
금색 십자는 1066년에 일어난 헤이스팅스 전투에서 노르망디 공국의 공작이었던 윌리엄 공작이 교황 알렉산데르 2세로부터 금색 십자를 하사받았던 데서 유래되었다고 한다.
금색 십자는 국제적인 스포츠 행사에서 건지섬의 기와 같이 사용되는 잉글랜드의 국기와의 혼동을 피하기 위해 추가되었다.
상선기는 빨간색 바탕에 왼쪽 상단에 영국의 국기가 그려져 있으며, 오른쪽 하단에 금색 십자가 그려진 형태의 기를 사용한다.

## 역대 건지섬의 기

건지섬의 기 (1936년-1985년)
19세기 건지섬의 기

## 각 지역기

올더니섬의 기
올더니섬의 정부기
사크섬의 기
험섬의 기

## 같이 보기
- 저지섬의 기